# Grijze valk
De grijze valk (Falco hypoleucos) is een middelgrote vogel uit de familie van de valkachtigen (Falconidae). De soort komt uitsluitend voor in de drogere gebieden van Australië.

## Veldkenmerken
De grijze valk heeft een lengte van 33 tot 43 cm en een massa van 335 tot 624 gram (vrouwtje 50% zwaarder dan mannetje). Het verenkleed is voornamelijk grijs, met zwarte uiteinde van de vleugels. De onderkant is witachtig met dunne zwarte strepen.De poten zijn heldergeel, rond het oog is de huid oranjegeel.

## Verspreiding
De grijze valk leeft in de droge delen van Australië, meestal ver van de kust en waar minder dan 500 mm regen per jaar valt. Het leefgebied bestaat uit half open droog bos, savanne en duinvegetaties waardoor waterlopen waarlangs bomen staan.

## Gedrag
Vogels zoals papegaaien en duiven vormen het belangrijkste voedsel voor de grijze valk. Ook kleine zoogdieren, hagedissen en grote insecten staan op het menu, evenals aas. De soort nestelt in oude nesten van andere vogels, meestal kraaiachtigen, in de top van een boom in de buurt van water. Het legsel bestaat uit twee tot drie eieren, die in ongeveer 35 dagen worden uitgebroed. Na 41 tot 52 dagen verlaten de jongen het nest.

## Status
Dit verspreidingsgebied is groot en daardoor al is de kans op uitsterven gering. De grootte van de populatie wordt geschat op 1000 individuen, maar dit is een grove schatting, omdat over de soort weinig bekend is. De indruk bestaat dat de populatie nu (in 2012) stabiel is, maar in het begin van de 20ste eeuw in aantal achteruit ging en dat dit werd veroorzaakt wordt door overbegrazing. Hoewel dit ook speculatief is en gebaseerd is op onderzoek in de wat nattere delen van het verspreidingsgebied waar deze valk concurrentie ondervindt van de slechtvalk. Uit voorzorg staat de grijze valk toch als kwetsbaar op de Rode Lijst van de IUCN.